# In-A-Gadda-Da-Vida
In-A-Gadda-Da-Vida é o segundo álbum de estúdio da banda Iron Butterfly, lançado em 1968, e posteriormente relançado como uma versão de luxo, contendo três versões de "In-A-Gadda-Da-Vida", uma versão de estúdio de aproximadamente 17 minutos, uma versão ao vivo com 18 minutos e outra versão de aproximadamente 3 minutos, também lançada no single.
Diz a lenda que o vocalista do Iron Butterfly estava tão bêbado quando gravou a música "In the Garden of Eden", que a faixa-título passou a se chamar In a gadda da vida, termo sem nenhum significado, estando mais para uma expressão onomatopéica. A música tornaria-se um dos hinos do rock psicodélico, sendo regravada por bandas como Slayer, sampleada pelo rapper Nas e até mesmo parodiada pelos Simpsons. Tudo isso proporcionou ao Iron Butterfly milhares de discos vendidos e o nome carimbado na história da música. Até hoje o álbum vendeu mais de 30 milhões de cópias em todo o mundo.

## Faixas
1. "Most Anything You Want" (Ingle) – 3:44
2. "Flowers And Beads" (Ingle) – 3:09
3. "My Mirage" (Ingle) – 4:55
4. "Termination" (Brann/Dorman) – 2:53
5. "Are You Happy?" (Ingle) – 4:29
6. "In-A-Gadda-Da-Vida" (Ingle) – 17:03

## Membros
- Doug Ingle: órgão, teclado, piano, vocal
- Erik Brann: guitarra, violino, vocal
- Lee Dorman: baixo
- Ron Bushy: bateria, percussão